# منشأة الأوقاف
منشأة الأوقاف أو منشية الأوقاف إحدى قرى مركز المحلة الكبرى التابع لمحافظة الغربية بجمهورية مصر العربية. فُصلت من أراضي ناحيتي منشية طنبارة والبنوان سنة 1341هـ/1922م.

## التعليم
تصل نسبة الأمية في القرية إلى 55.42% بين من تجاوزوا العاشرة من عمرهم، بينما تصل نسبة من حصلوا على تعليم جامعي إلى 1.35% من جملة السكان.

## السكان
بلغ عدد سكان منشأة الأوقاف 8994 نسمة حسب تقدير عام 2018.
| السنة  | 1927 | 1960 | 1976 | 1986 | 1996 | 2006  | 2018 |
| ------ | ---- | ---- | ---- | ---- | ---- | ----- | ---- |
| القرية | 1117 | 1911 | 2919 | 3325 | 4254 | 4,974 | 8994 |